# Наследството на Ферамонти
„Наследството на Ферамонти“ (на италиански: L'eredità Ferramonti) е италиански филм драма от 1976 година на режисьора Мауро Болонини с участието на Доминик Санда и Антъни Куин.

## Сюжет
Рим, 1880. Грегорио Ферамонти (Антъни Куин) решава да закрие семейната пекарна. След това той казва на синовете си Пипо, Марио и дъщерята Тета, че ще трябва за напред да се грижат сами за себе си. Ирене (Доминик Санда), красива, пресметлива и амбициозна млада жена, се омъжва за Пипо, с цел да наследи семейното богатство...

## В ролите
| Актьор         | Роля                   |
| -------------- | ---------------------- |
| Доминик Санда  | Ирене Карели Ферамонти |
| Антъни Куин    | Грегорио Ферамонти     |
| Джиджи Пройети | Пипо Ферамонти         |
| Фабио Тести    | Марио Ферамонти        |
| Адриана Асти   | Тета Ферамонти Фурлин  |
| Паоло Боначели | Паоло Фурлин           |

## Награди и номинации
- 1976 Печели Награда за най-добра женска роля на Фестивала в Кан (Доминик Санда)
- 1976 Номинация за „Златна палма“ на Фестивала в Кан (Мауро Болонини)
- 1977 Печели Награда „Сребърна лента“ за най-добра поддържаща актриса (Адриана Асти)